# Czerniejewo (gmina)

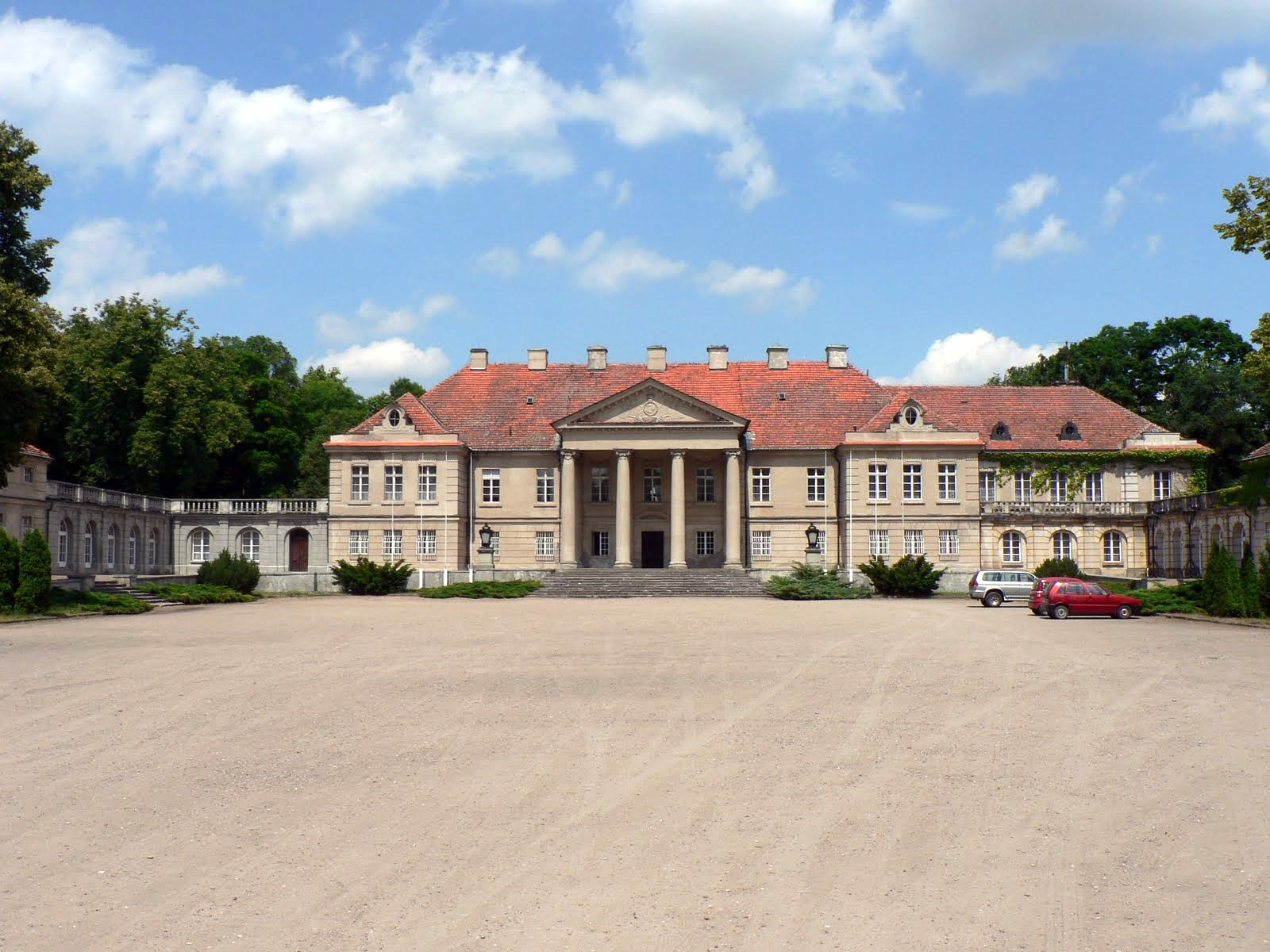
Pałac w Czerniejewie

Czerniejewo – gmina miejsko-wiejska w województwie wielkopolskim, w powiecie gnieźnieńskim. W latach 1975–1998 gmina położona była w województwie poznańskim.
Siedziba gminy to Czerniejewo.
Według danych z 31 marca 2011 gminę zamieszkiwało 7172 mieszkańców.

## Struktura powierzchni
Według danych z roku 2002 gmina Czerniejewo ma obszar 112,01 km², w tym:
- użytki rolne: 62%
- użytki leśne: 30%

Gmina stanowi 8,93% powierzchni powiatu.

## Demografia

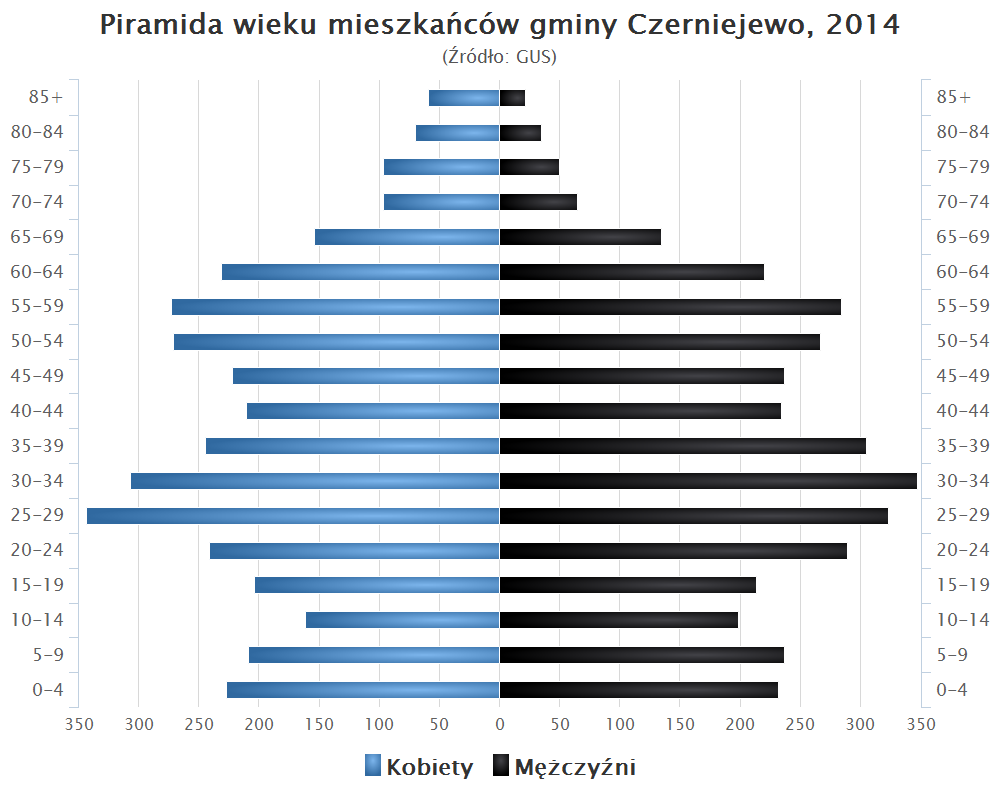
Piramida wieku mieszkańców gminy Czerniejewo w 2014 roku

Dane z 30 czerwca 2008:
| Opis                              | Ogółem | Ogółem | Kobiety | Kobiety | Mężczyźni | Mężczyźni |
| --------------------------------- | ------ | ------ | ------- | ------- | --------- | --------- |
| jednostka                         | osób   | %      | osób    | %       | osób      | %         |
| populacja                         | 6984   | 100    | 3522    | 50,4    | 3462      | 49,6      |
| gęstość zaludnienia (mieszk./km²) | 61,4   | 61,4   | 30,2    | 30,2    | 31,2      | 31,2      |

## Sołectwa
Czeluścin, Gębarzewo, Goraniec, Goranin, Graby, Kąpiel, Kosowo, Nidom, Pakszyn, Pakszynek, Pawłowo, Rakowo, Szczytniki Czerniejewskie, Żydowo.

## Pozostałe miejscowości
Bure, Daniele, Gębarzewko, Głożyna, Golimowo, Goranin (leśniczówka), Karw, Kosmowo, Linery, Nowy Las, Rakowo (osada), Starzenina.

## Sąsiednie gminy
Gniezno, Gniezno, Łubowo, Nekla, Niechanowo, Pobiedziska, Września

## Ochrona przyrody
- rezerwaty przyrody
  - rezerwat przyrody Bielawy